# 狭叶金石斛
狭叶金石斛（学名：Flickingeria angustifolia）为兰科金石斛属下的一个种。